# Het leven van een loser: bekijk het maar!
Het leven van een loser: bekijk het maar! is een Amerikaanse roman uit 2008 van Jeff Kinney. Het boek is het derde deel uit de kinderboekenreeks Het leven van een loser.

## Bestseller 60
| Boeken met noteringen in de Nederlandse Bestseller 60 | Jaar van verschijnen | Datum van binnenkomst | Hoogste positie | Aantal weken | Opmerkingen |
| ----------------------------------------------------- | -------------------- | --------------------- | --------------- | ------------ | ----------- |
| Het leven van een loser 3: bekijk het maar            | 2011                 | 02-03-2011            | 17              | 9            |             |